# Pribináček
Pribináček je tradiční dezert pro děti z tvarohu a smetany, vyráběný pod tímto názvem od roku 1954 u Přibyslavi. Výrobek se proslavil mimo jiné díky filmu Ať žijí duchové!. Podobné výrobky byly či jsou vyráběny též pod názvy Pacholík, Lipánek, Bobík, Ostraváček, Smetánek, Smetanový krém a podobně. 

## Historie
Původní recepturu vynalezla v roce 1923 Jindřiška Hessová (1869–1952) z Přibyslavi, která také založila mlékárnu v nedalekém Hesově, kde se pochoutka dosud vyrábí. V témž roce bylo v Přibyslavi vytvořeno Mlékárenské a pastevní družstvo, předchůdce pozdějšího podniku Pribina. Družstvo v roce 1947 uvedlo na trh tvarohový krém, prodávaný pod názvy Eva, Bivoj, Perla a Mocca. Cílem bylo v poválečné době dětem přinést chutnou a zdravou pochoutku vyrobenou z mléka. V roce 1954 se pak výrobek začal prodávat pod názvem Pribináček a byl vyráběn v 16 různých příchutích. V podniku totiž v té době probíhala také konzervárenská výroba ovocných šťáv a speciálních džemů, která umožňovala dodávat široký sortiment příchutí. Technologie výroby byla přísně střeženým tajemstvím ředitele závodu Stanislava Čapka a jeho manželky Jiřiny Čapkové, která pracovala jako vedoucí krémárny. Čapková je chybně uváděna jako vynálezkyně receptu, základní recepturu však Pribina převzala od Mlékárenského a pastevního družstva. Je však považována za autorku názvu Pribináček, s nímž zvítězila ve veřejné soutěži. Z této doby pochází také slogan Pramen zdraví z Posázaví.
V počátečních letech ho bylo vyráběno 150 až 200 tun ročně, v roce 1984 výroba vzrostla na 2 306,4 tun. Prudký rozmach výroby si vyžádal řadu progresivních technických i organizačních opatření, která byla v dané době nevídaná. Podnik měl samostatné oddělení pro objednávky a odbyt, měl vlastní vozový park a vlastní distribuční střediska v Praze a v Brně a přímo zásoboval prodejny v pěti krajích. V podniku byla dokonce zavedena klouzavá pracovní doba. Přesto však nebylo možné zásobovat celé Československo a výrobek byl dostupný pouze na omezeném území posázavského regionu.

## Pribináček ve filmu
V roce 1976 natočil Oldřich Lipský dětskou pohádkovou komedii Ať žijí duchové!, v níž se objevuje písnička o Pribináčku, jejímž ústředním motivem je slogan Pramen zdraví z Posázaví. Tato reklama tehdejší podnik Pribina stála údajně pouze několik kartonů Pribináčku dodaných na natáčení.
Po roce 1993 byl podnik zprivatizován a došlo k modernizaci výroby a prodloužení trvanlivosti výrobku. V roce 2010 došlo k fúzi se společností TPK, spol. s r.o., a podnik Pribina jako samostatná společnost zaniká.
Původní Pribináček býval prodáván v papírových kelímcích. V současnosti[kdy?] je Pribináček nabízen v balení 80 nebo 125 g v kelímcích s obrázkem maskota kocourka Pribináčka.
Podobné dezerty od jiných výrobců jsou na trhu nabízeny pod značkami Lipánek a Bobík, na severní Moravě a ve Slezsku pak pod značkou Ostraváček, z produkce mlékárny v Ostravě-Martinov.

## Současnost
V současné době[kdy?] je výrobek obohacen o želatinu, xanthan a škrob, cukr je doplněn fruktózo-glukózovým sirupem.[zdroj?]